# Blue Systems
Blue Systems is een Duits it-bedrijf, dat vooral bekendstaat als grootste sponsor van KDE, een vrije en opensource-werkomgeving en -softwarepakket voor Linux en Unix. Ook levert het bedrijf betaalde ontwikkelaars aan KDE en Linuxdistributie Kubuntu.

## Geschiedenis
Blue Systems werd opgericht door de Duitse zakenman Clemens Tönnies Jr., een zoon van Bernd Tönnies, die in 1971 de firma Tönnies Lebensmittel (thans Premium Food Group) oprichtte. Na het overlijden van diens vader, erfde Clemens 25% van de aandelen, maar verkocht ze aan zijn broer Robert, om een eigen bedrijf te kunnen starten. Clemens Tönnies Jr. had informatica gestudeerd en werd door de Duitse it-website Golem beschreven als filantroop.
Voordat Blue Systems sponsor van Kubuntu werd, creëerde het bedrijf in maart 2010 een eigen Linuxdistributie op basis van Kubuntu genaamd Netrunner.
In februari 2012 kondigde Clement Lefebvre, oprichter van Linux Mint, aan dat Blue Systems de KDE-editie van Linux Mint financieel zou gaan ondersteunen. Canonical Ltd. kondigde diezelfde maand aan Kubuntu af te stoten; Blue Systems besloot twee maanden later om het project onder haar hoede te nemen. Ook nam Blue Systems dat jaar nog negen vaste ontwikkelaars aan, om de toekomst van KDE te garanderen, onder wie twee voormalige Canonical-werknemers van het Kubuntu-project, Jonathan Riddell en Aurélien Gâteau, en KDE-ontwikkelaar Martin Flöser.
Op 13 januari 2016 werd het bedrijf hive01 GmbH van Frank Karlitschek, bekend van het platform OpenDesktop.org, overgenomen door Blue Systems. Later dat jaar, in september, deelde het KDE-project mede dat kde-look.org, een website die voorheen onderdeel was van OpenDesktop.org, verder zou gaan onder de naam KDE Store en werd ondergebracht bij het bedrijf Pling GmbH.